# Anisozyga textilis
Anisozyga textilis är en fjärilsart som beskrevs av Butler 1880. Anisozyga textilis ingår i släktet Anisozyga och familjen mätare. Inga underarter finns listade i Catalogue of Life.